# Xenopholis werdingorum
Espèce
Xenopholis werdingorum  est une espèce de serpents de la famille des Dipsadidae.

## Répartition
Cette espèce est endémique du département de Santa Cruz en Bolivie.

## Étymologie
Cette espèce est nommée en l'honneur de la famille Werding qui a aidé les découvreurs.

## Publication originale
- Jansen, Álvarez & Köhler, 2009 : Description of a new species of Xenopholis (Serpentes: Colubridae) from the Cerrado of Bolivia, with comments on Xenopholis scalaris in Bolivia. Zootaxa, no 2222, p. 31-45.